# Tumor de mediastino
Los tumores de mediastino son neoformaciones benignas o malignas  que se localiza en el  espacio anatómico situado en el centro del tórax que separa los pulmones derecho e izquierdo. El mediastino contiene órganos vitales, entre ellos  corazón, tráquea, timo, esófago y grandes vasos sanguíneos como la arteria aorta, vena cava superior y vena cava inferior.

## Anatomía del Mediastino

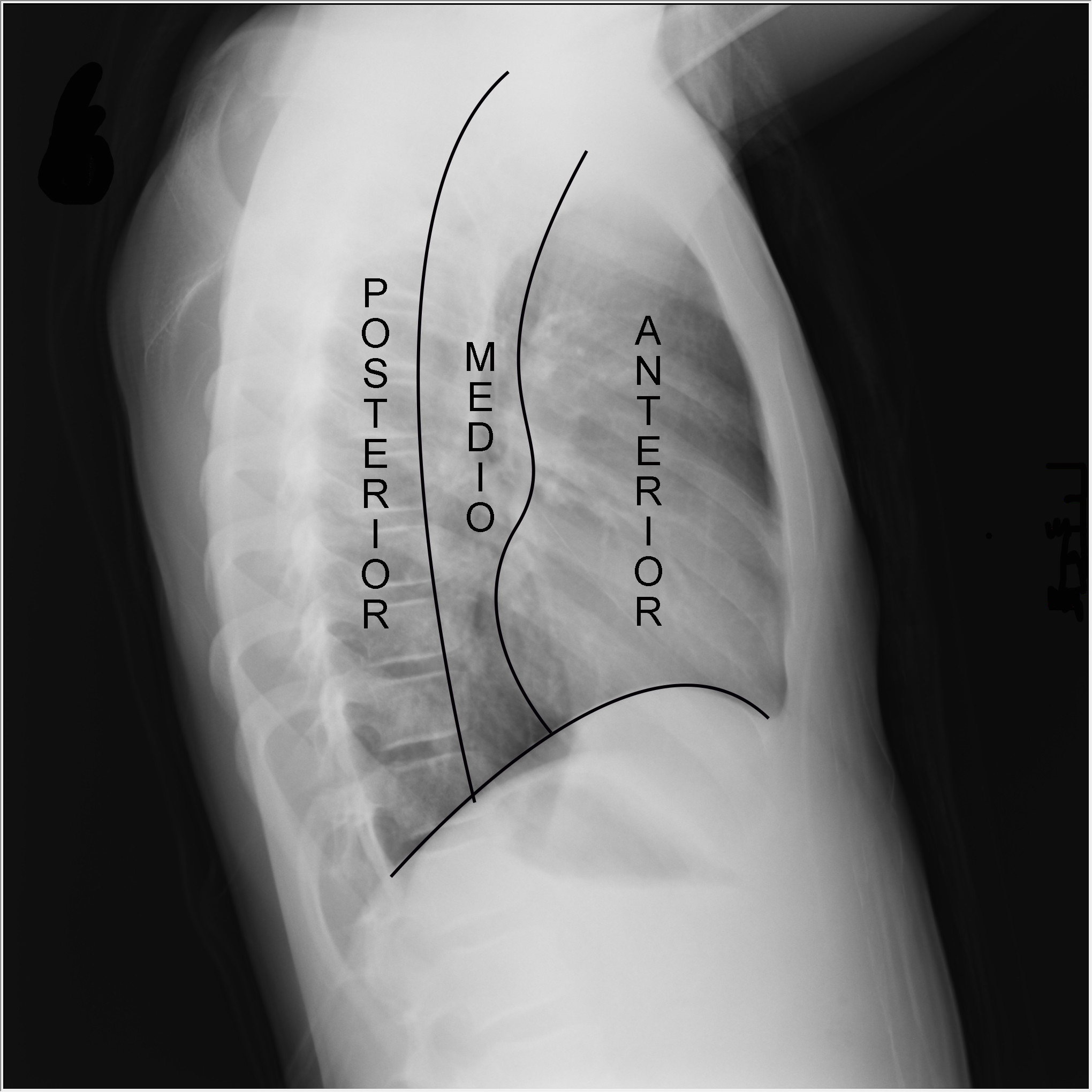
Radiografía lateral de tórax en la que pueden observarse los tres compartimentos del mediastino según Felson.

El mediastino se encuentra en el centro del tórax entre el pulmón derecho y el izquierdo. Sus límites son: por delante el esternón, por detrás la columna vertebral, por arriba la base del cuello y por abajo el diafragma. Contiene el corazón, timo, esófago, tráquea, arteria aorta, vena cava superior, vena cava inferior, arteria pulmonar, vena pulmonar, conducto torácico, nervio vago, nervio laríngeo recurrente, nervio frénico y diferentes ganglios linfático. El espacio del mediastino se puede dividir en varias regiones, existen diferentes clasificaciones no concordantes. Una de las más utilizadas lo divide en tres secciones:
- Anterior: Está limitada anteriormente por el esternón y por detrás por el pericardio y el corazón. Contiene el timo,  algunos ganglios linfáticos y vasos.
- Media: Porción más amplia del mediastino que contiene el corazón, la aorta ascendente, la mitad inferior de la vena cava superior, el tronco pulmonar y los nervios frénicos.
- Posterior: Está lmitada por delante con el corazón y el pericardio, por debajo con el diafragma, por detrás por la columna vertebral desde la cuarta a la duodécima vértebra torácica y a los lados limita con las pleuras mediastínicas. Contiene la bifurcación de la tráquea, los dos bronquios, el esófago, el conducto torácico, numerosos ganglios linfáticos grandes y varios vasos muy importantes como la aorta torácica.

## Tipos de tumores mediastínicos
Se pueden dividir en benignos y malignos (cáncer de mediastino). Estos últimos pueden ser primarios o haberse diseminado a la región procedentes de otros órganos.

### Benignos
- Timoma (puede ser benigno o maligno))
- Fibromixoma
- Quiste pericárdico
- Teratoma
- Quiste broncógeno
- Adenitis crónica inespecífica
- Lipoma
- Neurilemoma
- Fibroma
- Ganglioneuroma

### Malignos
- Timoma (puede ser benigno o maligno)
- Linfoma no Hodgkin
- Sarcoma de células fusiformes.
- Teratomas con áreas de sarcoma
- Mesenquimoma maligno.
- Seminoma[4]

## Factores de riesgo
- Edad: La ubicación del tumor de mediastino varía de acuerdo con la edad del paciente. En los niños, dichos tumores son más comunes en el mediastino posterior y son con frecuencia de origen neurogénico y usualmente benignos. Por lo contrario, en los adultos, se desarrollan en el mediastino anterior y son usualmente linfomas o timomas malignos (cancerosos) que se presentan más comúnmente en personas entre los 30 y los 50 años de edad.
- Sexo: Hay un predominio estadístico en individuos del sexo masculino a partir de los 43 años de edad.
- Historia en la familia de cáncer mediastínico.
- Historia de cáncer. Los individuos que previamente hayan sido diagnosticados y tratados por tener cáncer tienen un mayor riesgo que la población general de contraer cáncer de mediastino en el futuro.
- Tabaquismo: El consumo crónico de tabaco es un factor predisponente del cáncer de mediastino debido a que aloja a órganos centrales como el corazón y los pulmones, formándose como un sitio de depósito de sustancias tóxicas que se incorporan al fumar.
- Factores medioambientales: La exposición a contaminantes tóxicos que se encuentran en el nuestro hábitat pueden ser tendientes a mutaciones y surgimientos de diferentes tipos de neoplasias, como algunos pesticídas y fertilizantes químicos.
- Alcoholismo : el consumo de alcohol favorece la aparición  del cáncer de esófago.

## Sintomatología
Casi la mitad de los tumores mediastinales son asintomáticos. En los casos que se manifiesta su típico cuadro debido a la compresión de sus estructuras incluyen:
- Tos
- Dificultad respiratoria
- Dolor torácico
- Fiebre
- Escalofríos
- Sudoraciones nocturnas
- Tos con sangre (hemoptisis)
- Ronquera
- Astenia
- Anorexia y adelgazamiento
- Miastenia
- Hipertensión arterial permanente o paroxística
- Taquicardia[5]

## Complicaciones
Entre las complicaciones de los tumores mediastinales se incluye la invasión de las estructuras circundantes como el corazón, el pericardio (revestimiento alrededor del corazón) y los grandes vasos (la aorta y la vena cava). La compresión de la médula espinal es una complicación que se observa en los tumores del mediastino posterior.

## Diagnóstico
Los tumores mediastinales se sospechan por primera vez durante la historia médica y durante el examen físico, el cual puede revelar:
- Fiebre
- Pérdida de peso
- Linfadenopatía (inflamación o sensibilidad de los ganglios linfáticos)
- Sibilancia
- Estridor

Una evaluación diagnóstica posterior generalmente incluye:
- Radiografías de tórax
- TC de tórax
- IRM del tórax
- Biopsia con aguja guiada por TC
- Mediastinoscopía con biopsia

## Tratamiento
El tratamiento para los tumores mediastinales varía de acuerdo con el tipo de tumor:
Si se trata de un cáncer tímico, el mejor tratamiento es la cirugía seguida de radiación y/o de quimioterapia, dependiendo de la etapa del tumor y del éxito de la cirugía.
Si se trata de linfomas, el tratamiento elegido es la quimioterapia seguida de radiación.
Para el caso de tumores neurogénicos del mediastino posterior, se debe realizar una cirugía.